# پانردن
پانردن (به هلندی: Pannerden) یک منطقهٔ مسکونی در هلند است که در رین‌واردن واقع شده‌است. پانردن ۲٬۵۰۰ نفر جمعیت دارد.